# Fareja
Fareja ist ein Ort und eine ehemalige Gemeinde (Freguesia) im Norden Portugals.
Fareja gehört zum Kreis Fafe im Distrikt Braga. Die Gemeinde hatte eine Fläche von 3,2 km² und 862 Einwohner (Stand 30. Juni 2011).
Am 29. September 2013 wurden die Gemeinden Fareja und Cepães zur neuen Gemeinde União das Freguesias de Cepães e Fareja zusammengeschlossen.